# 𧈢𧏡

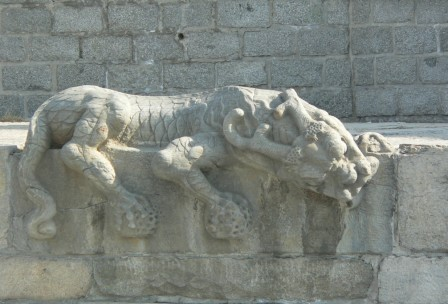
爬在水边的𧈢𧏡

𧈢𧏡常被误写作蚣蝮，传说中龙生九子之一，性喜水，被雕成桥柱、建筑上滴水的兽形。明代何心隱曾送給張居正，最後惹來殺機。
康熙字典中称𧈢𧏡为贔屭的别称。

## 关联条目
- 传说生物列表
- 中國妖怪列表
- 雨漏